# Ait Hkim Ait Yzid
Ait Hkim Ait Yzid (en àrab أيت حكيم أيت يزيد, Ayt Ḥakīm Ayt Yazīd; en amazic ⴰⵢⵜ ⵃⴽⵉⵎ ⵓ ⵉⵣⵉⴷ) és una comuna rural de la província d'Al Haouz, a la regió de Marràqueix-Safi, al Marroc. Segons el cens de 2014 tenia una població total de 8.812 persones.